# Harold Hilton
Pour les articles homonymes, voir Hilton.
Harold Horsfall Hilton, né le 12 janvier 1869 et décédé le 5 mars 1942, était un golfeur amateur anglais.
Né à West Kirby, Hilton a remporté l'Open britannique en 1892 à Muirfield, devenant le second amateur à réaliser cette performance après John Ball en 1890. Il réédite cette performance en 1897 au Royal Liverpool Golf Club, que seuls les amateurs John Ball et Bobby Jones ont réalisé au cours de l'histoire du tournoi.
Il a également remporté à quatre reprises le championnat de golf amateur de Grande-Bretagne en 1900, 1901, 1911 et 1912, et le championnat de golf amateur des États-Unis en 1911.
Hilton était également écrivain dans le monde du golf et a été introduit au World Golf Hall of Fame en 1978.

## Palmarès
- Vainqueur de l'Open britannique : 1892 et 1897.
- Vainqueur du championnat de golf amateur de Grande-Bretagne : 1900, 1901, 1911 et 1912.
- Vainqueur du championnat de golf amateur des États-Unis : 1911.